# Développement d'une bouteille dans l'espace
Développement d'une bouteille dans l'espace – en italien Sviluppo di una bottiglia nello spazio – est une sculpture réalisée en 1912 par l'artiste italien Umberto Boccioni. Il s'agit d'une ronde-bosse futuriste représentant une bouteille qui semble se défaire dans l'espace.
Acheté auprès de Benedetta Cappa en 1956, l'original en plâtre est conservé au musée d'Art contemporain de l'université de São Paulo, à São Paulo, au Brésil. Des exemplaires en bronze existent au Museo del Novecento, à Milan, en Italie et à la Kunsthaus de Zurich, à Zurich, en Suisse. À New York, aux États-Unis, on en trouve deux autres au Metropolitan Museum of Art, et au Museum of Modern Art.